# Episodi de La legge di Milo Murphy (prima stagione)
La prima stagione della serie animata La legge di Milo Murphy è stata trasmessa sul canale statunitense Disney XD dal 3 ottobre 2016.
In Italia è stata trasmessa dal 12 giugno su Disney Channel e dal 10 luglio 2017 su Disney XD. A partire dall'episodio 10, la serie è un'esclusiva di Disney XD.
| nº | Titolo originale      | Titolo italiano             | Prima TV USA    | Prima TV Italia |
| -- | --------------------- | --------------------------- | --------------- | --------------- |
| 1  | Going the Exta Milo   | Le avventure di Milo        | 3 ottobre 2016  | 12 giugno 2017  |
| 1  | The Undergrounders    | I sotterranei               | 3 ottobre 2016  | 12 giugno 2017  |
| 2  | Rooting for the Enemy | Fare il tifo per il nemico  | 10 ottobre 2016 | 13 giugno 2017  |
| 2  | Sunny Side Up         | La gara delle uova          | 10 ottobre 2016 | 13 giugno 2017  |
| 3  | The Doctor Zone Files | Gli archivi del Doctor Zone | 17 ottobre 2016 | 14 giugno 2017  |
| 3  | The Note              | Il certificato medico       | 17 ottobre 2016 | 14 giugno 2017  |
| 4  | Party of Peril        | Festa a sorpresa            | 26 ottobre 2016 | 15 giugno 2017  |
| 4  | Smooth Opera-tor      | Operazione dis-ordine       | 26 ottobre 2016 | 15 giugno 2017  |
| 5  | Worked Day            | La giornata della carriera  | 27 ottobre 2016 | 19 giugno 2017  |
| 5  | The Wilder West       | Il selvaggio West           | 27 ottobre 2016 | 19 giugno 2017  |
| 6  | Family Vacation       | Vacanza in famiglia         | 6 marzo 2017    | 20 giugno 2017  |
| 6  | Murphy's Lard         | Struttolandia               | 7 marzo 2017    | 20 giugno 2017  |
| 7  | Secrets and Pies      | Pizza e segreti             | 8 marzo 2017    | 21 giugno 2017  |
| 7  | Athledecamathalon     | Muscoli e cervello          | 9 marzo 2017    | 21 giugno 2017  |